# Niederwampach
Niederwampach (lb. Nidderwampech, Nidderwampich; wln. Li Ptite Ombwè, La Ptite Ombwè) – wieś (Uertschaft) w północnym Luksemburgu, w kantonie Clervaux, w gminie Wincrange. Do 3 października 2015 miejscowość leżała w dystrykcie Diekirch, a do 31 grudnia 1976 należała do gminy Oberwampach.